# Little Dysfunk You
Little Dysfunk You är en låt skriven av Ola Salo och framförd av det svenska glamrockbandet The Ark. Låten finns med på deras album Prayer for the Weekend, som släpptes i april 2007.
Singeln placerade sig som högst på 58:e plats på den svenska singellistan.
I november 2007 hamnade Little Dysfunk You på andraplats på Trackslistan. Melodin låg även på Svensktoppen i två veckor under perioden 16-23 december 2007, med placeringarna nio respektive tio. Låten blev nummer 99 på Trackslistans årslista för 2008.
The Ark framförde även låten på Fotbollsgalan 2007.

## Listplaceringar
| Lista (2007) | Topplacering |
| ------------ | ------------ |
| Sverige      | 58           |

## Publikation
- Svenska hits 2007/2008, 2008